# Sing Your Song
„Sing Your Song” – dwunasty japoński singel południowokoreańskiej grupy SHINee, wydany 27 października 2015 roku. Osiągnął 5 pozycję w rankingu Oricon i pozostał na liście przez 6 tygodni, sprzedał się w nakładzie 60 189 egzemplarzy.
Singel został wydany w dwóch wersjach: regularnej i limitowanej (CD+DVD). Oficjalny japoński fanclub "SHINee WORLD J" sprzedawał dodatkowo pięć wersji w ograniczonej ilości.

## Lista utworów
| CD  |                                                    |                                                    |                                                    |      |
| Nr  | Tytuł                                              | Słowa                                              | Muzyka                                             | Czas |
| 1.  | "Sing Your Song"                                   | Junji Ishiwatari                                   | Andreas Öberg, MLC, Carlos Okabe                   | 4:05 |
| 2.  | "Good Good Feeling"                                | Sara Sakurai                                       | Chris Meyer, Kevin Charge                          | 3:46 |
| DVD |                                                    |                                                    |                                                    |      |
| Nr  | Tytuł                                              | Tytuł                                              | Tytuł                                              | Czas |
| 1.  | "Sing Your Song" (Music Video)                     | "Sing Your Song" (Music Video)                     | "Sing Your Song" (Music Video)                     |      |
| 2.  | "Your Song" (Jacket & Music Video Shooting Sketch) | "Your Song" (Jacket & Music Video Shooting Sketch) | "Your Song" (Jacket & Music Video Shooting Sketch) |      |

## Notowania
| Lista                             | Pozycja |
| --------------------------------- | ------- |
| Oricon Daily Chart                | 1       |
| Oricon Weekly Chart               | 5       |
| Billboard Japan Top Singles Sales | 6       |
| Billboard Japan Hot 100           | 5       |